# فضاپیمای شنزو

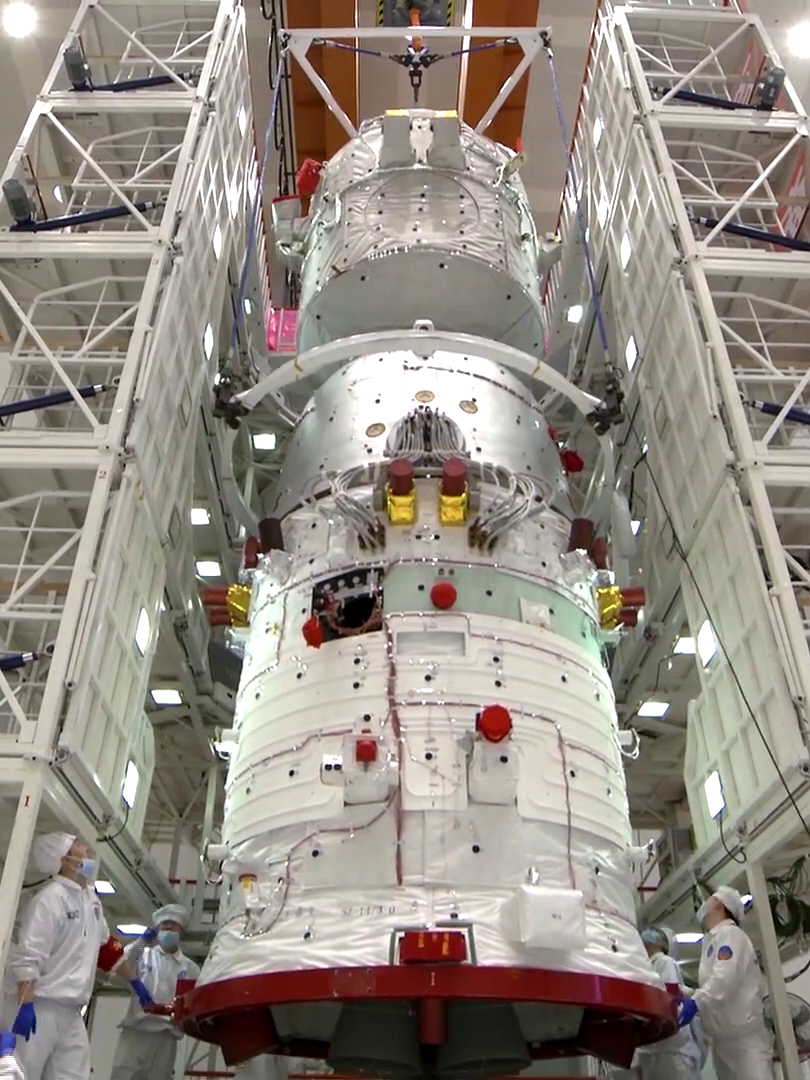
فضاپیما

فضاپیمای شنزو (به چینی: 神舟؛ به پین‌یین: Shénzhōu) فضاپیمایی است که چین برای پشتیبانی برنامه فضایی سرنشین‌دار خود توسعه داده‌است. طرح آن به فضاپیمای روسی سایوز شباهت دارد، اما شنزو بزرگتر است. اولین پرتاب شنزو (شنزو ۱) در ۱۹ نوامبر ۱۹۹۹ و نخستین پرتاب سرنشین‌دار آن (شنزو ۵) در ۱۵ اکتبر ۲۰۰۳ انجام شد.